# Strigodius robinsoni
Strigodius robinsoni är en skalbaggsart som beskrevs av Cartwright 1939. Strigodius robinsoni ingår i släktet Strigodius och familjen Aphodiidae. Inga underarter finns listade i Catalogue of Life.